# 毛果丽江乌头
毛果丽江乌头（学名：Aconitum forrestii var. albovillosum）为毛茛科乌头属下的一个变种。

## 扩展阅读
- 維基物種上的相關：毛果丽江乌头